# マルチン・ボシレフスキ

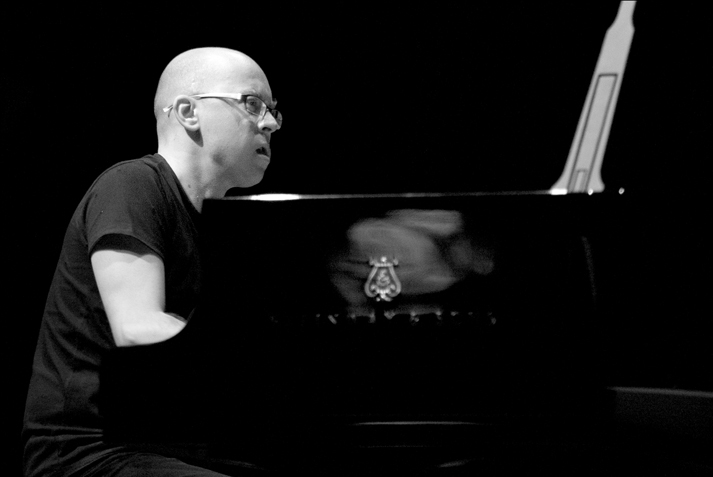
マルチン・ボシレフスキ（2008年）

マルチン・ボシレフスキ（ポーランド語: Marcin Wasilewski、1975年 - ）は、ポーランド出身のピアニスト。シンプル・アコースティック・トリオで活動、後に自己トリオ名義で活動している。

## 略歴
13歳の時に手に入れたキース・ジャレットのアルバムに感銘し、強い影響を受ける。ポーランド・コシャリンの音楽学校で同年のスワヴォミル・クルキエヴィッツ（ベース）とセッションするようになり、後にミハウ・ミスキエヴィッツ（ドラム）が加入し、「シンプル・アコースティック・トリオ」（SAT）を結成。1993年のジャズ・ジャンポリー・フィスティヴァルで高く評価され、1994年にトランペッターのトーマス・スタンコとのセッションに加わる。1994年にSATはクシシュトフ・コメダの作品集『コメダ』でアルバム・デビュー（後にこのアルバムに1曲を追加して『ララバイ・フォー・ローズマリー』のタイトルで再発している）。
2000年発表のアルバム『HABANERA』は、日本でもヒットする。2001年にスタンコのアルバム『ソウル・オブ・シングス』をECMレーベルで録音し、キャリアを重ねていく。そして、ECMの創設者でプロデューサーのマンフレート・アイヒャーとの知遇を得て、2004年にオスロのレインボー・スタジオで録音。翌年にアルバム『トリオ』を発表。同時期にドラマーのマヌ・カチェのアルバム『ネイバーフッド』（2005年）や『プレイグラウンド』（2007年）の録音にも参加している。2007年には新たにマルチン・ボシレフスキ・トリオ名義でアルバム『シネマ・パラディーゾ』を、2010年には『フェイスフル』を発表。このアルバムを発表する前までの間にスタンコのバンドを離れ、トリオで活動している。2014年にはスウェーデンのサックス奏者、ヨアキム・ミルダーをゲストに迎えたアルバム『Spark of Life』を発表。

## ディスコグラフィ

### リーダー・アルバム
- 『シネマ・パラディーゾ』 - January (2008年、ECM)
- 『フェイスフル』 - Faithful (2010年、ECM)
- Spark of Life (2014年、ECM) ※with ヨアキム・ミルダー
- Live (2018年、ECM)
- Arctic Riff (2020年、ECM) ※with ジョー・ロヴァーノ
- Omage (2025年、ECM) ※with ジョー・ロヴァーノ

### シンプル・アコースティック・トリオ
- 『コメダ』 - Komeda (1995年、Gowi)
- When Will the Blues Leave (1996年、Polonia)
- Live in Getxo (1996年、Hillargi)
- 『HABANERA』 - Habanera (2000年、Not Two)
- 『ララバイ・フォー・ローズマリー』 - Lullabay for Rosemary (2001年、Not Two)
- 『トリオ』 - Trio (2005年、ECM)

### 参加アルバム
- トーマス・スタンコ : 『ソウル・オブ・シングス』 - Soul of Things (2002年)
- トーマス・スタンコ : 『サスペンデッド・ナイト』 - Suspended Night (2004年)
- マヌ・カチェ : 『ネイバーフッド』 - Neighbourhood (2005年)
- トーマス・スタンコ : 『ロンターノ』 - Lontano (2006年)
- マヌ・カチェ : 『プレイグラウンド』 - Playground (2007年)
- ヤコブ・ヤング : Forever Young (2014年)